# Move!
The Red Norvo Trio – Move! ist ein Jazzalbum von Red Norvo, aufgenommen in drei Aufnahmesitzungen 1950 und 1951 in Hollywood und Chicago für das Label Discovery und im LP-Format zuerst um 1956 veröffentlicht auf Savoy Records.

## Das Album
Von 1950 bis 1951 leitete der Vibraphonist Red Norvo ein Trio mit dem Gitarristen Tal Farlow und dem Bassisten Charles Mingus. Dessen Entwicklung begann Ende der 1940er Jahre, als Norvo den Gitarristen in einem New Yorker Club hörte, ihn engagierte und mit an die Westküste nahm, um dort ein Trio aufzubauen, für das er ein mehrmonatiges Engagement im Haig in Los Angeles hatte. An die Stelle des ursprünglichen Bassisten Red Kelly trat bald Charles Mingus, der in Los Angeles lebte, bei Louis Armstrong und bei Lionel Hampton gespielt hatte und sich zu dieser Zeit als Briefträger bei der Post durchschlug.
Mit diesem Trio hatte Red Norvo einen erheblichen Anteil an einer Entwicklung, die zum Cool Jazz und zu Formen des kammermusikalischen Jazz, wie dem Modern Jazz Quartet, führten. „Ähnlich wie Art Tatum durch seine Tätigkeit im Trio im Gedächtnis geblieben ist, so wird auch Norvo heute wegen des außergewöhnlichen Trios, das er gründete, erinnert. … Das Norvo Trio bleibt als eine der besten Combos in der Jazzgeschichte in Erinnerung“, so Gunther Schuller. Der Erfolg der ungewöhnlichen Besetzung von Vibraphon, Gitarre und Bass zu dieser Zeit beförderte die Karriere von Tal Farlow und Charles Mingus, die wenige Jahre später erfolgreich Platten unter eigenem Namen aufnahmen und eigene Bands leiteten. Es war die erste Jazzgruppe, in der der Bass nicht mehr nur eine unterstützende Funktion hatte, sondern zu einem gleichberechtigten Instrument geworden war.
Die Combo tourte mehrfach, erschien auch im Fernsehen und ging auch mehrfach ins Plattenstudio. Für das kurzlebige Label Discovery nahmen sie bei drei Sessions 20 Titel auf (sowie zahlreiche alternate takes), die zum großen Teil – auch in 78er und 45er Plattenformat – zunächst auf Discovery erschienen: Dieses Label war von dem jungen Jazzenthusiasten Albert Marx gegründet worden, um den damals neuen West-Coast-Jazz zu dokumentieren. Die Master-Bänder wurden dann 1954 von dem Plattenlabel Savoy Records übernommen; um 1956 erschienen dann zwölf der Stücke unter dem Titel The Red Norvo Trio – Move!.
Die Besonderheit des Trio, so Gary Burton in den Liner Notes zur Neuausgabe, waren die Arrangements des Materials, das weitgehend aus Jazzstandards wie gängigen Cole-Porter-Nummern „Cheek to Cheek“ „Night and Day“, „I Got a Kick Out of You“ oder Richard Rodgers/Lorenz Harts Titel „This Can't Be Love“ bestand. Um genügend Variation in den Arrangements der kleinen Band zu erreichen, wurden alle Möglichkeiten ausgeschöpft, wie ein mit dem Bogen gespielter Bass in Duke Ellingtons „Mood Indigo“, ein Rumba-Beat in „Time and Tide“, und ein exotisch anmutendes Arrangement des Porter-Klassikers „I've Got You Under My Skin“, durchsetzt mit George-Shearing-Anleihen und Phrasen mit Blockakkorden. Auf Mood Indigo spielt Farlow auf der Gitarre während eines Solos von Mingus den Walking Bass. Ähnlich wie seine Mitspieler setzte Norvo die unterschiedlichsten Spielweisen seines Instrumentes ein, wie Rollen und das Verdoppeln einiger Melodien in Oktavenform statt des single note-Spiels; außerdem arbeitete er mit Variationen des Vibrato-Effektes und der Auswahl der Mallets, von weichen bis metallisch hart klingenden. In einem Interview sagte Norvo später zu diesen Sessions, die Arrangements seien nie aufgeschrieben, sondern direkt bei den Proben erarbeitet worden; dabei überrascht nach Gary Burtons Ansicht die Präzision, in der etwa die Unisono-Passagen in Denzil Bests Titel „Move“ ausgeführt wurden.

## Bewertung des Albums
Bereits kurz nach Veröffentlichung wurden Aufnahmen des Trios im Down-Beat-Poll unter den wichtigsten Platten des Jahres 1950 geführt. Richard Cook und Brian Morton vergeben in der zweiten Auflage ihres The Penguin Guide to Jazz dem Album Move die Höchstnote. Auch Brian Priestley würdigt das Album Move! im Rough Guide Jazz als herausragende Leistung im Schallplattenwerk des Vibraphonisten.
Die Mingus-Biographen Horst Weber und Gerd Filtgen zeichnen demgegenüber ein differenzierteres Bild: „Ohne Abstriche kann man die Kompositionen Swedish Pastry, God Child, Move und vor allem Time and Tide genießen, die sich durch wuchtige Bassstatements auszeichnen.“ In diesen Titeln sei auch das Spiel Norvos weniger romantisch als sonst, seine Improvisationen gelängen „konsequenter und jazzgerechter.“ Eigentlich seien aber viele Interpretationen auf den weiteren Aufnahmen des Trios für das Label Queen Disc eher zu empfehlen. Mingus-Biograph Brian Priestley ist zwar auch der Ansicht, dass einige der Head Arrangements zu sehr in Richtung „Melodramatik“ abdrehen, betont aber, dass sie wesentlich kreativer sind als anderes, was in den frühen 1950ern an Jazz von der Westküste kam.
Orrin Keepnews, der Produzent der Wiederveröffentlichung der kompletten Sessions, bewertet in den Liner Notes Red Norvos Aufnahmen 1945 seines Selected Sextet mit Charlie Parker und Dizzy Gillespie sowie die drei Trio-Sessions mit Farlow und Mingus als im Wesentlichen das, was den modernen Red Norvo ausmache.

## Editorische Hinweise
Einige Titel der ersten Discovery-Session – wie „’Deed I Do“, „Prelude to a Kiss“, „Mood Indigo“ -wurden nie von Discovery veröffentlicht. Es wurden auch einige längere Varianten der Titel aufgenommen, vermutlich um die Möglichkeiten der Langspielplatte auszunutzen. Die meisten der Master-Titel erschienen unter Red Norvo Trio Vol. 1 (1951) und Red Norvo Trio Vol. 2 (1952) auf Discovery.
Nach dem Ende des Savoy-Labels wurden die Trio-Sessions in den 1970er Jahren von Arista Records unter dem Titel The Red Norvo Trio with Tal Farlow and Charles Mingus: The Savoy Sessions in Form einer Doppel-LP Savoy (SIL 2212) editiert. Die 2-CD-Edition unter dem Titel The Modern Red Norvo, 2002 herausgegeben von Orrin Keepnews, enthält im Wesentlichen das gesamte Material der drei Trio-Sessions und die Session von Red Norvo and his Selected Sextet im Juni 1945 mit Charlie Parker, Dizzy Gillespie, Flip Phillips, Teddy Wilson, Slam Stewart, J. C. Heard bzw. Specs Powell, die zuerst auf dem kurzlebigen Comet-Label erschien und danach von Dial Records übernommen wurde.

## Die Titel

### The Red Norvo Trio – Move! (Original LP)
- The Red Norvo Trio – Move! (Savoy MG 12088 – Ursprüngliche LP-Ausgabe)

1. Move (Denzil Best) 2:36
2. I Can't Believe You're in Love with Me (Jimmy McHugh/Clarence Gaskill) 2:52
3. I’ll Remember April (Raye/DePaul) 3:25
4. September Song (Kurt Weill) 3:32
5. Zing Went the Strings of My Heart (James F. Hanley) 3:26
6. I've Got You Under My Skin (Cole Porter) 2:22
7. I Get a Kick out of You (Porter) 2:25
8. Godchild (George Wallington)
9. If I Had You (Shapiro/Campbell) 4:06
10. This Can't Be Love (Rodgers) 2:25
11. Cheek to Cheek (Irving Berlin) 2:40
12. Swedish Pastry (Barney Kessel) 2:25

### The Modern Red Norvo (CD-Edition)
The Modern Red Norvo (2 CD-Edition; SLG SVY 17113)
- Red Norvo and his Selected Sextet; WOR Studios Now York City, 6. Juni 1945

1. Congo Blues (Red Norvo) (take C – original master) 3:53
2. Congo Blues (take B – alternate) 3:55
3. Hallelujah (Clifford Grey/Leo Robin/Vincent Youmans) (take F – original master) 4:00
4. Hallelujah (take E – alternate) 4:03
5. Slam Slam Blues (Red Norvo) (take B – original master) 4:30
6. Slam Slam Blues (take A – alternate) 5:06
7. Get Happy (Ted Koehler/Harold Arlen) (take D – original master) 3:42
8. Get Happy (Take D – alternate) 4:03

- Red Norvo Trio. Radio Recorders, Hollywood, 3. Mai 1950

1. Swedish Pastry (Barney Kessel) (take 2) 2:26
2. Swedish Pastry (take 1) take 1) 2.22
3. Cheek to Cheek (Irving Berlin) 2:38
4. Cheek to Cheek (alternate) 2:40
5. Cheek to Cheek (take 5) 2:50
6. Night and Day (Cole Porter) (Master) 3:22
7. Night and Day (alternate) 4:06
8. Time and Tide (Robert Bilder) 2:32
9. Prelude to a Kiss (Ellington/Irving Gordin/Irving Mills) 4:02
10. ’Deed I Do (Fred Rose/Walter Hirsch) 1:50
11. Mood Indigo (Ellington/Barney Bigard/Irving Mills) 3:29
12. Mood Indigo 3:28

- Red Norvo Trio. United Broadcasting, Studio A, Chicago, 31. Oktober 1950

1. September Song (Kurt Weill) (take 2 – master) 3:32
2. Move (Denzil Best) (take 1 – master) 2:36
3. I've Got You Under My Skin (Cole Porter) (master) 2:22
4. I’ll Remember April (Don Raye/Gene De Paul/Patricia Johnston) (take 2) 4:29
5. I'll Remember April (take 3) 3:19
6. I Get a Kick out of You (Porter) (take 5 – master) 2:25
7. I Can't believe You're in Love with Me (Jimmy McHugh/Clarence Gaskill) (take 5) 2:51
8. Little White Lies (Walter Donaldson) (take 1) 3:44
9. Have You met Miss Jones? (Richard Rodgers/Lorenz Hart) (take 6) 3:01
10. Zing Went the Strings of My Heart (James F. Hanley) (take 3 – master) 3:26

- Red Norvo Trio. Radio Recorders, Hollywood, 13. April 1951

1. If I Had You (Ted Shapiro/James Campbell/Reginald Conolly) (take 4) 3:21
2. If I Had You (take 2) 4:06
3. This Can't Be Love (Rodgers/Hart) (take 3 – master) 2:25
4. This Can't Be Love (take 1) 2:28
5. This Can't Be Love (take 2) 2:24
6. Godchild (George Wallington) (take 5) 3:15
7. Godchild (take 1 – master) 4:09
8. Godchild (take 2) 4:47
9. Godchild (take 3) 4:40
10. I'm Yours (Johnny Green/E. Y. Harburg) (take 4) 3:19
11. I'm Yours (take 2) 4:02